# Hanusz István
Hanusz István (Vác, 1840. december 21. – Kecskemét, 1909. február 7.) főreáliskolai igazgató és tiszteletbeli esperes.

## Élete
Középiskoláit 1852-től 1860-ig szülőhelyén, Vácott, majd Pesten és Szegeden végezte. 1864-ig a hittudományokat hallgatta Vácon; augusztus 26-án áldozópappá szentelték föl és öt hónapig káplán volt Verőcén és Tápióbicskén. 1865 márciusában hitoktató s helyettes tanár lett a kiskunfélegyházi katolikus algimnáziumban. 1867 júniusában földrajzból és történelemből a pesti egyetemen tanképesítést nyert. 1871 júliusában a kecskeméti állami reáliskolához nevezték ki rendes tanárnak, melyet 1878-ban 8 osztályúvá egészítettek ki, és ahol leginkább földrajzot és növénytant tanított. 1882 szeptemberében püspöke tiszteletbeli esperessé nevezte ki. 1886 szeptemberétől a kecskeméti főreáliskola igazgatója volt. Alapító tagja a Királyi Magyar Természettudományi Társulatnak és a magyar földrajzi társaságnak. Jelentősek azon adatgyűjtései és megfigyelései, melyek a régi magyarországi időjárási jelenségekre, illetve a 20. századi földrengésekkel kapcsolatosak.

## Írásai
Cikkei többnyire földrajzi, természetrajzi s tanügyi tárgyúak és a következő lapokban és folyóiratokban jelentek meg: Idők tanúja, Magyar Állam, Szépirodalmi Kert (1864 től hat cikk), Tanodai Lapok (1865), Természettudományi Közlöny (1871-től 28 c.), Kecskemétvidéki Közlöny (1873. 2 c.), Kecskemét (1874-től 56 c.), M. Korona (1878. 160-162. sz. A hesperidák aranyalmája), Gazdasági Lapok és M. Föld (1879-82. 11 c.), Földrajzi Közlemények (1879 óta 242 cikk, 1879-80. Deltaképződés, Éghajlati változások, 1880-84. Magyarország politikai földrajza, Régi földrajz, Városok népszaporodása, A föld őstörténete, A földrajzi tanulmányok jelen iránya, A hazai földrajz multjából, 1885. Tájképi szépségek hazánkból, 1886. Európa népességének egyenlőtlen szaporodása, Halász Mihály, 1887. A magyar puszták növényzetének létküzdelme, Községek születése az Alföldön, 1888. A nagy magyar Alföld sósflorája és talaja, 1889. Világbirodalmak alakulás-kérdése, 1893. Amerikában szerepelt honfitársaink, 1894. Földrajzi népregék sat.), M. Gea (1880-81. 4 c.), Természettudományi Füzetek (1880-tól 38 c.), M. Hirnök (1882. 4 c.), Bars (1882-től 30 c.), Közoktatás (1882-88. 25 c.), Gazette de Hongrie (1883), Budapesti Hirlap (1883-91. 10 c.), M. Salon (1884), Revue Geographique Internationale (1885), Félegyházi Hirlap (1885-91. 5 c.), Remény (1886), Váczi Közlöny (1886-93. 2 c.), M. orvosok és természetvizsgálók Munkálatai (1887-től 4 c.), Szepesi Lapok (1887-89. 2 c.), Der Naturforscher (1887), Országos középisk. tanáregylet Közlönye (1888-89. 4. c.), Egyetértés (1888-tól 5 c.), Házi Szárnyasaink (1888), Szabolcsi Szabadsajtó (1888), Képes Családi Lapok (1888), M. Háziasszonyok Naptára (1889), Kecskemét és Vidéke (1889-91. 44 c.), Arad és Vidéke (1889), Komáromi Lapok (1889-91. 4 c.), Turisták Lapja (1889-től 5 c.), Kecskeméti nagy képes Naptár (1890-től 3 c.), Szegedi Hiradó (1890), Váczi Hirlap (1890-93. 6 c.), Budapest (1891). Budapesti Szemle (1891. A földrajzi helyzet szerepe a városok alapításában); Kisfaludy-társaság Évlapjai (1891), Emlékkönyv a k. m. természettud. társulat jubileumára (1892), Kath. Egyházi Közlöny (1892), Egri Népujság (1892), Borászati Lapok (1893. 3 c.), A kecskeméti Katona József kör Évkönyve (1893. 3 c.), Erdély (1893). Fővárosi Lapok (1894), Kath. Szemle (1894), Biztosítási Értesítő (1894), Vasárnapi Ujság (1894), Ungarische Rosen-Zeitung (1894), Budapesti Néplap (1894), Hornyik Album (1894), a Rózsa Ujságban (1894-95. A virágok illatozása.)

## Emlékezete
Kecskeméten és Vácon utca viseli a nevét.

## Munkái
- Képek a növényvilágból. Léva, 1887.
- Az állatok világából. Budapest, 1890.
- A földközi tenger. Kecskemét. 1891.
- A nagy magyar Alföld földrajzi jellemképekben. Kecskemét. 1895.
- Déleurópából föld- és néprajzi képek. Pozsony, 1896.
- Középeurópából föld- és néprajzi képek. Pozsony, 1897.
- A tölgyekről. Kecskemét, 1899.
- A növények világából. Budapest, 1901.

Könyvárusi forgalmon kívül:
- Az első huszonöt év a kecskeméti m. kir. állami főreáliskola életéből. 1895.
- Hőmérsékleti változások. 1896.

Szerkesztette a kecskeméti Lapokat 1886-87-ben és 1887-től a kecskeméti állami főreáliskola Értesítőjét.